# Luise Eleonore av Hohenlohe-Langenburg

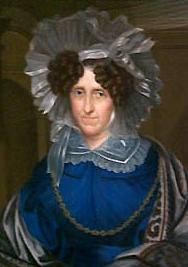
Luise Eleonore av Hohenlohe-Langenburg

Luise Eleonore av Hohenlohe-Langenburg, född 1763, död 1837 i Meiningen, var hertiginna av Sachsen-Meiningen. Även skrivsättet Louise Eleonore förekommer. Hon var regent i Sachsen-Meiningen som förmyndare för sin son Bernhard II (1800–1882) från 1803, då maken dog, till 1821, då sonen uppnådde sin myndighetsålder.

## Biografi
Luise Eleonore var dotter till furst Kristian Albrekt Ludwig av Hohenlohe-Langenburg och hans maka Karolina av Stolberg-Gedern. Hon gifte sig 1782 i Langenburg med hertig Georg I av Sachsen-Meiningen. 
Som regent beskrivs hon som energisk, modig och med gott omdöme under napoleonkrigen som då härjade de sachsiska staterna. Landet tvingades ansluta sig till Rhenförbundet och ställa upp med soldater. Dessutom rasade 1817 en svältepidemi som Luise Eleonore försökte avhjälpa genom veteimport. Trots att franska och ryska arméer skövlade landet stannade Luise Eleonore kvar på sitt slott med sina barn, och genom att använda varje strategi för att bevara sin autonomi, blev det möjligt för henne att bevara sonens tron genom att ansluta sig till de allierade 1813.
Luise Eleonore reformerade landets administration samtidigt som hon gav sina barn en god bildning och kunde vid sin avgång år 1821 överlämna en bevarad stat åt sin son.
Dottern Adelheid av Sachsen-Meiningen (1792–1849) blev genom giftermål med hertig Vilhelm Henrik av Clarence, senare Vilhelm IV drottning av Storbritannien under namnet Adelaide. Dottern Ida av Sachsen-Meiningen (1794–1852) blev genom giftermål med Karl Bernhard av Sachsen-Weimar hertiginna av Sachsen-Weimar-Eisenach.